# Rhiconich
Rhiconich es un antiguo campo volcánico arcaico situado al N de Escocia, Gran Bretaña. Está compuesto de muchos estratovolcanes y escudos volcánicos. Se encuentra lagos que fueron antiguos cráteres. Estos volcanes fueron transformados durante la era glaciar.
El Foinaven es el volcán más alto. Otros volcanes son el Arkle, que es un volcán donde tiene un cráter muy apreciable abierto hacia el E, y el Cranstackie, que se trata de una inmensa caldera volcánica. Sus coordenadas son estas: 58.521053° -4.931210°.